# 강화대교
강화대교(江華大橋)는 인천광역시 강화군 강화읍 갑곶리에서 경기도 김포시 월곶면 포내리까지 연결하는 연륙교이다. 1997년에 개통되었다. 1970년에 개통된 기존의 교량인 강화교가 노후화되어새로 건설된 다리이다.

## 연혁
- 1965년 7월 : 강화교 착공
- 1969년 12월 : 강화교 완공
- 1993년 8월 : 강화대교 착공
- 1997년 8월 : 강화대교 완공

## 구조
연장 : 780m
폭 : 19.5m(4차로)
경간수 : 13개(최대경간장 60m)
상부구조 : Steel Box Girder
하부구조 : 라멘식
기초 : 강관말뚝

## 사진

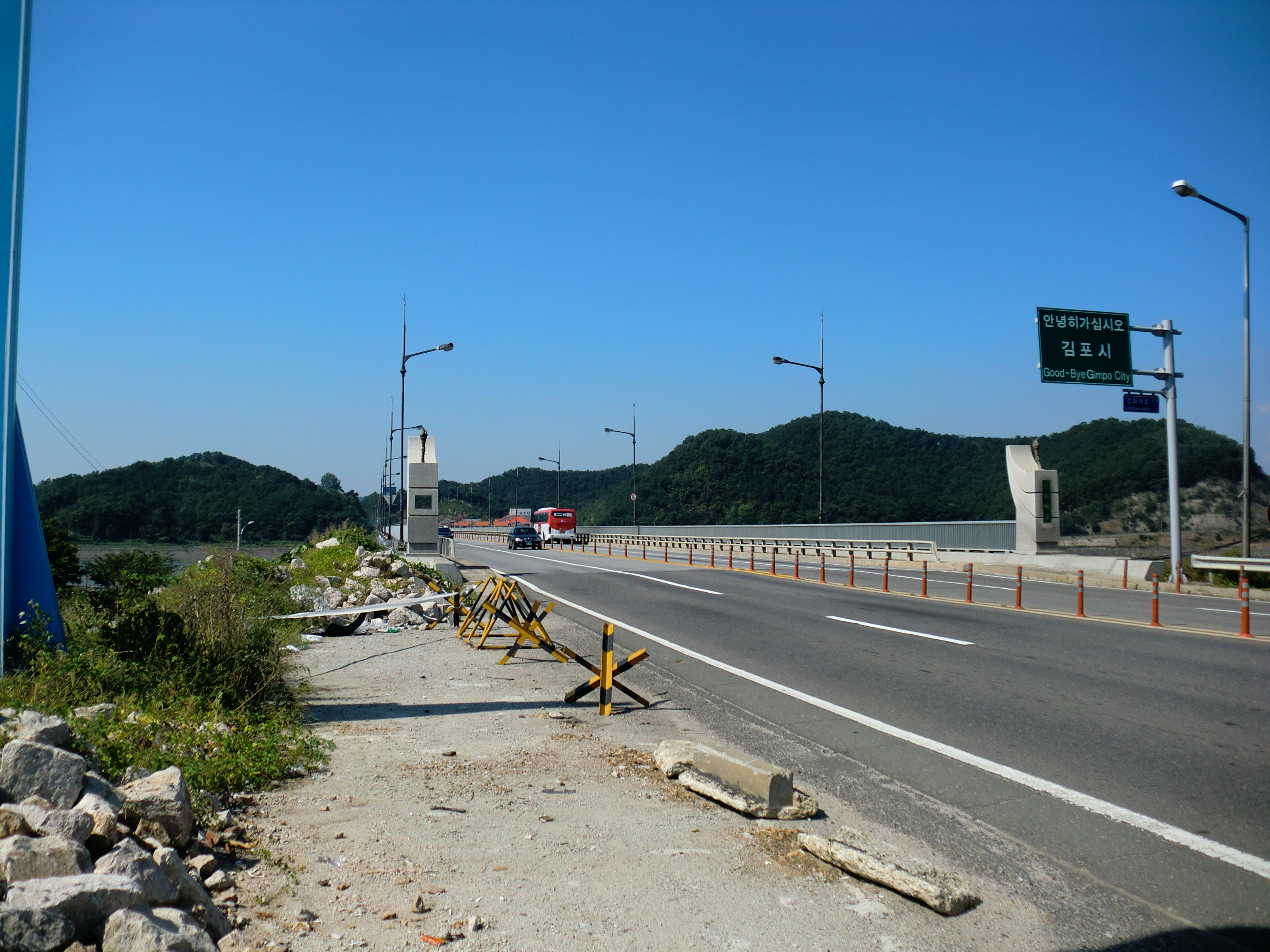
김포시 쪽
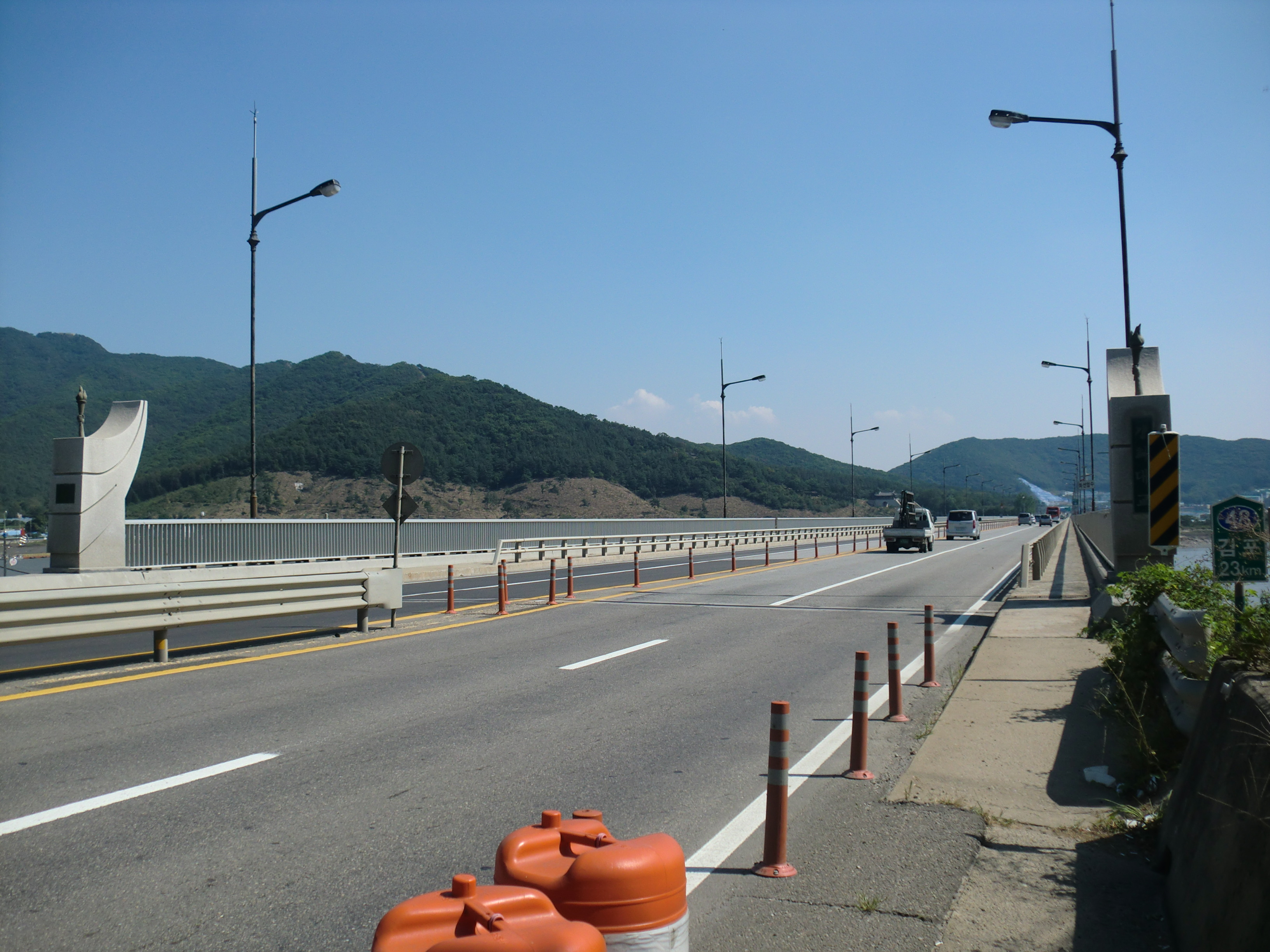
강화군 쪽